# Storia del Gabon

## Periodo precoloniale
I primi abitanti della regione dell'odierno Gabon furono probabilmente i Pigmei, a cui in seguito si aggiunsero popoli bantu che arrivarono in numerose migrazioni successive. Della cultura del Gabon precoloniale si sa piuttosto poco.
I primi esploratori europei ad arrivare nel Gabon risultano essere i mercanti Portoghesi che sbarcarono sulla costa nel XV secolo, ribattezzando la regione gabao, termine portoghese che indica un tipo di abito la cui forma ricorda quella dell'estuario del fiume Komo. La costa del Gabon divenne nei decenni successivi uno dei centri del commercio degli schiavi. Nel XVI secolo alla presenza portoghese si aggiunse quella di mercanti inglesi, francesi e olandesi.

## Colonizzazione francese
Nel 1839 e nel 1841 i Francesi firmarono accordi con i capi delle comunità locali costiere, che acconsentirono a divenire protettorato. Nel 1849, una nave di mercanti di schiavi fu catturata al largo del Gabon, e i prigionieri furono rilasciati presso la foce del Komo; essi diedero vita a un insediamento che fu in seguito battezzato Libreville (in francese, "città libera").
Fra il 1862 e il 1887, esploratori come Pietro Savorgnan di Brazzà penetrarono nell'entroterra del Gabon, facendosi strada in mezzo alla fitta giungla.
La Francia occupò definitivamente il Gabon nel 1885, iniziando ad amministrarlo attivamente dal 1903. Nel 1910 il Gabon divenne uno dei quattro territori dell'Africa Equatoriale Francese.
Nel 1940, durante la Seconda guerra mondiale, il Gabon fu una delle poche colonie africane che non rimasero fedeli alla Madrepatria (tra cui anche il Madagascar) e che al contrario preferirono schierarsi con la collaborazionista Repubblica di Vichy, alleata del Terzo Reich mentre gli altri tre territori dell'Africa Equatoriale Francese rimasero alleati. Non a caso questi ultimi furono liberati dalle truppe britanniche già ad agosto mentre il Gabon verrà riconquistato completamente solo il 12 novembre, giorno della resa delle truppe collaborazioniste locali e quindi anche giorno della fine della Campagna del Gabon.

## Indipendenza
Nel 1958 nacque la Comunità francese e, contestualmente, l'Africa Equatoriale Francese cessò di esistere: il Gabon e gli altri territori (Ciad, Repubblica Centrafricana e Congo-Brazzaville) scelsero con un referendum di aderire alla nuova entità politica come repubbliche autonome. Successivamente divennero indipendenti nel 1960, nonostante il presidente del Gabon, Léon M'ba, avrebbe preferito lo status di Dipartimento (l'indipendenza del Gabon fu siglata il 17 agosto).
All'epoca dell'indipendenza, in Gabon predominavano due partiti: il Bloc Democratique Gabonais (BDG) guidato da M'Ba e la Union Democratique et Sociale Gabonaise (UDSG) di J.H. Aubame. Alle prime elezioni nessuno dei due partiti raggiunse la maggioranza. Il BDG ottenne il supporto di alcuni deputati indipendenti, e M'Ba divenne Primo ministro. In seguito, i leader dei due partiti concordarono che il Gabon era troppo poco popoloso per un sistema bipartitico, e stipularono una lista di candidati comune. Alle nuove elezioni, nel febbraio 1961, M'Ba divenne presidente e Aubame Ministro degli Esteri.
Il sistema a lista unica parve funzionare fino al 1963, in cui i membri del BDG (il partito con un maggior numero di iscritti) iniziarono a far pressioni sull'UDSG affinché cessasse di esistere come partito indipendente, confluendo nel BDG. I ministri dell'UDSG finirono per rassegnare le dimissioni, e M'ba chiese nuove elezioni per il febbraio del 1964, mettendo anche in atto un nuovo sistema elettorale. L'UDSG non fu in grado di produrre una lista di candidati che rispettasse i requisiti del nuovo sistema elettorale, rendendo inevitabile la vittoria del BDG. Il 18 febbraio 1964, un colpo di Stato militare incruento depose M'ba e consegnò il potere nelle mani di Aubame, ma l'immediato intervento dell'esercito francese riportò M'ba al governo nell'arco di 24 ore.

## L'amministrazione di Omar Bongo
Nell'aprile del 1964, dopo il fallito golpe, si tennero nuove elezioni multipartitiche. Nonostante la diffusa mancanza di libertà di parola e le intimidazione dei sostenitori di M'ba agli elettori gabonesi, l'opposizione ottenne il 46% dei voti, ma la vittoria andò al BDG con 31 seggi contro 16. Nel marzo del 1967 Leon M'ba fu nuovamente eletto presidente; nello stesso anno morì, lasciando il posto al vicepresidente Omar Bongo, precedentemente individuato dal generale de Gaulle come successore del presidente malato.
Nel marzo del 1968 Bongo instaurò un regime monopartitico, cancellando il BDG e sostituendolo con il nuovo Parti Démocratique Gabonais (PDG). Bongo fu eletto nuovamente presidente nel 1975, nel 1979 e nel 1986.
All'inizio degli anni novanta, il discontento per la situazione economica del paese e la richiesta di una maggiore libertà politica presero la forma di violente manifestazioni di piazza e scioperi studenteschi e operai. Bongo negoziò con gli operai, facendo importanti concessioni rispetto alla politica dei salari nel paese. Inoltre, promise di rendere più trasparente l'organizzazione interna nel PDG e di favorire un dibattito sul futuro del paese. Nella primavera del 1990, il PDG e altre 74 organizzazioni politiche presero parte a una grande conferenza politica, in cui emerse come principale avversario del PDG il Fonte Unito delle Associazioni e dei Partiti di Opposizione. Durante la conferenza, in ogni caso, vennero decise importanti riforme politiche ed economiche: la creazione di un senato nazionale, la decentralizzazione dell'amministrazione finanziari, norme sulla libertà di associazione e di stampa, e una liberalizzazione del sistema dei visti necessari per l'espatrio.
Allo scopo di riportare il paese verso un sistema democratico multipartitico, Bongo si dimise dal PDG e creò un governo di transizione guidato da un nuovo Primo Ministro, Casimir Oye-Mba. Il nuovo governo includeva molti rappresentanti dell'opposizione. Nel maggio del 1990 il governo stese una nuova bozza di costituzione (messa in atto nel marzo del 1991) che prevedeva, tra l'altro, l'indipendenza del potere giuridico.
Nonostante queste riforme radicali, l'opposizione al PDG non si spense, e nel settembre 1990 furono sventati due nuovi tentativi di colpo di Stato. La morte di un leader dell'opposizione portò nuove manifestazioni di piazza. Infine, nel settembre del 1990, si tennero le prime elezioni multipartitiche, che confermarono una larga maggioranza di sostenitori del PDG. Bongo fu rieletto presidente nel dicembre del 1993 con una maggioranza del 51%, ma l'opposizione si rifiutò di convalidare il risultato elettorale, facendo salire la tensione nel paese.
Nel novembre del 1994 fu stipulato un nuovo accordo fra le parti (gli Accordi di Parigi) che portò alla formazione di un governo di unità nazionale. Le elezioni legislative e municipali del 1996 e del 1997, comunque, portarono di nuovo a una difficile situazione di equilibrio politico, con molte città (inclusa Brazzeville) in mano all'opposizione. In ogni caso, la posizione dominante di Bongo e del PDG furono riconfermate da nuove vittorie alle elezioni del 1998 e del 2005.
L'8 giugno 2009 lo strapotere di Bongo termina insieme alla sua vita. A seguito della morte del presidente, il magistrato Rose Francine Rogombé. ha assunto la carica di Presidente ad interim della Repubblica, come stabilito dalla costituzione, con il compito di guidare il paese sino alle prossime elezioni presidenziali, alle quali non potrà candidarsi. Le elezioni si svolgono il 30 agosto 2009.

## L'amministrazione di Ali Bongo Ondimba
Le elezioni si sono svolte il 30 agosto 2009, con l'elezione di Ali Bongo Ondimba, già Ministro della Difesa e figlio del defunto presidente. A seguito dell'ufficializzazione della nomina, avvenuta il 16 ottobre, vi sono state delle rivolte popolari, prontamente represse.
Durante la presidenza Ondimba è stato accusato più volte di autoritarismo e il 7 gennaio 2019 l'esercito e il Movimento Patriottico delle Forze di Difesa e Sicurezza del Gabon guidate dal portavoce, tenente Kelly Ondo Obiang, hanno occupato la capitale Libreville tentando un colpo di Stato al fine di deporre il presidente e ripristinare l'ordinamento democratico approfittando che quel giorno egli si trovasse in Marocco per cure mediche ma fonti governative affermarono che il golpe fosse stato disperso.
L'11 maggio 2021, una delegazione del Commonwealth si è recata in Gabon mentre Ali Bongo ha visitato Londra per incontrare il segretario generale dell'organizzazione, che riunisce 54 paesi di lingua inglese.